# Dünnschlempe
Die Dünnschlempe ist ein bei der Ethanol-Destillation anfallendes Abspaltprodukt, das durch Trennen der flüssigen von den festen Bestandteilen der Destillationsrückstände (der Schlempe) gewonnen wird.
Beim Brennen von Alkohol bzw. der Herstellung von Bioethanol aus destillierbaren Rohstoffen wie Melasse und anderen stärke- oder zuckerhaltigen Ausgangsstoffen fallen, abhängig vom Ausgangsprodukt, je 100 l reinem Alkohol zwischen 1.100 und 1.400 l Rohschlempe mit einem Trockenmassegehalt von 7–10 % an. Die Feststoffe können nun durch Dekantieren, Sieben oder Zentrifugieren abgetrennt und so zur sogenannten Dickschlempe (getrocknet Trockenschlempe bzw. Dried Distillers Grains with Solubles, DDGS) verdichtet werden, so dass als feine Suspension die flüssige Dünnschlempe zurückbleibt.
Dünnschlempe wird als Futtermittel und Dünger sowie als Gärsubstrat zur Biogaserzeugung eingesetzt. Die industrielle Biotechnologie kann den Stoff als Nährmedium nutzen. In modernen Destillationsprozessen kann anfallende Schlempe der Destillation erneut zugeführt werden (Recycling).

## Verwendung

### Futtermittel und Dünger
Das deutsche Gesetz über das Branntweinmonopol schrieb lange vor, dass in landwirtschaftlichen Brennereien anfallende Getreide- oder Kartoffelschlempe restlos an das eigene Vieh verfüttert werden muss. Der Verfütterungszwang wurde allerdings in den letzten Jahren aufgehoben, so dass Schlempe auch als Düngemittel auf die landwirtschaftlichen Flächen ausgebracht werden kann. In der Schlempe finden sich in Lösung oder Suspension neben nicht umgesetzten Stärke- und Zuckerresten reiche Mengen an Fetten, Proteinen, Salzen sowie durch die Hefegärung entstandenes Vitamin B vor, so dass sie sich gut als Ergänzungsfutter eignet. Idealerweise wird sie noch warm verfüttert, da sie dann bekömmlicher ist und durch den vorangehenden Destillationsprozess noch steril ist. Kühlt sie ab, ist sie sehr versauerungs- und fäulnisanfällig und sollte daher spätestens am Tag nach dem Brennen verwertet werden.
Bei gewerblichen Brennereien und industriellen Ethanolraffinerien ist zumeist kein ausreichender Vieh- oder Flächenbestand vorhanden, um die anfallende Schlempe unmittelbar als Futtermittel oder Dünger zu verwerten. Hier wird die Dünnschlempe zumeist zu einem Vinasse-ähnlichen Sirup mit einem Trockenmassegehalt von 23–45 % eingedampft, der als Condensed Distillers Solubles (CDS) gehandelt wird. Dieser kann entweder in reiner Form als Futtermittel verwendet werden oder mit der nassen Dickschlempe vermengt und dann verfüttert werden. Eine solche Mischung aus Dickschlempe und CDS wird als WDGS (Wet Distillers’ Grains with Solubles) gehandelt.

### Biogasrohstoff, Nährsubstrat
Da Trocknen und Eindampfen von Schlempe sehr energieintensiv ist, wird sie in den letzten Jahren verstärkt ungetrocknet als Substrat zur Gewinnung von Biogas verwendet. Damit können bis zu 50 % der zur Destillation benötigten Prozessenergie bereitgestellt werden. Besonders in den USA wird sie, mit Silage vermengt, in Biogasanlagen  vergoren. Der nach der Biogasherstellung verbleibende Gärrest kann als Dünger eingesetzt werden. In Deutschland ist dies in geringerem Maße der Fall, da die kleineren Betriebsgrößen eine eigene Biogasanlage oft nicht rentabel erscheinen lassen und der Transport der Schlempe eine sehr aufwändige Logistik erfordert. Für biotechnologische Verfahren kann Dünnschlempe als Nährsubstrat dienen, beispielsweise für Pilzmycelien, die als Restprodukte der Biotechnologie anfallen und das Biopolymer Chitosan synthetisieren.

### Recycling
Bei fortgeschrittenen Destillationstechnologien wie dem Hohenheimer Dispergier-Maischverfahren kann die Dünnschlempe recycelt werden, wird also wieder der Maische zugeführt, um die Frischwasserzufuhr beim Destillationsprozess zu minimieren. Durch eine solche Kreisführung kann ein erhöhter Ethanol-Gesamtertrag erzielt werden.